# جی‌دی‌اس کاشیما (تی‌وی-۳۵۰۸)
جی‌دی‌اس کاشیما (تی‌وی-۳۵۰۸) (به انگلیسی: JDS Kashima (TV-3508)) یک کشتی است که طول آن ۱۴۳ متر (۴۶۹ فوت) می‌باشد. این کشتی در سال ۱۹۹۴ ساخته شد.